# I Am a Woman
I Am a Woman é um romance de ficção popular lésbica escrito em 1959 por Ann Bannon (pseudônimo de Ann Weldy). É o segundo de uma série de romances de ficção popular que mais tarde ficaram conhecidos como The Beebo Brinker Chronicles. Foi publicado originalmente em 1959 pela Gold Medal Books, novamente em 1983 pela Naiad Press e novamente em 2002 pela Cleis Press.
Seu título original na Gold Medal Books era I Am a Woman In Love With A Woman Must Society Reject Me? Bannon queria que o título fosse Strangers in this World (de uma conversa que a personagem principal tem com um estranho que lhe diz que todos são estranhos até que ela encontre alguém para amar), mas como Bannon explicou na edição de 2001 de Odd Girl Out, os editores da Gold Medal tinham controle sobre a arte da capa e o título. O editor de Bannon deu o título ao livro. Os livros de ficção lésbica geralmente apresentavam arte sugestiva com títulos obscuros que sugeriam o assunto contido neles. Nas edições de 1983 e 2002, o título foi abreviado para I Am A Woman. É seguido na série por Women In The Shadows, também publicado em 1959.
Bannon se inspirou para escrever depois de ler The Well of Loneliness e Spring Fire. No entanto, foi neste livro que Bannon escreveu um dos primeiros finais de uma obra de ficção lésbica em que nenhuma das personagens comete suicídio, enlouquece, é morta ou fica completamente sozinha. Em uma entrevista em 2003, ela admitiu relutantemente que este era o seu favorito da série.

## Resumo do enredo
Um ano depois de deixar a faculdade, Laura Landon está exausta de viver com seu pai severo e crítico, que percebe que ela foi reprovada na escola. Laura sai de casa no meio da noite e vai para Nova Iorque. Ela consegue um emprego como secretária em um consultório médico e consegue um apartamento com uma colega de quarto — Márcia. Marcie é jovem e muito impulsiva, mas vivaz e deixa Laura à vontade. Laura se muda para o apartamento em Greenwich Village com uma vaga excitação persistente.
Laura e Marcie criam uma rotina e Laura aprende seu novo trabalho. Marcie está constantemente brigando com seu ex-marido Burr, que aparece com frequência para sair com Marcie, e entre as brigas, eles dormem juntos. Percebendo que Laura está temperando um pouco Marcie, ela insiste que só sairá com Burr se Laura estiver com ela — o que confunde Laura, pois ela reconhece que se sente atraída por Marcie e não gosta muito de Burr. Burr leva um amigo, Jack Mann, e eles marcam um encontro duplo uma noite. Como brincadeira, ele explica, Jack os leva a um bar gay em Greenwich Village e observa suas reações. Jack é um alcoólatra, mas é bem-humorado e tem um senso de humor autodepreciativo. Laura fica intrigada por ele, e seus amigos riem dele.
Jack retribui a intriga quando ouve Laura argumentar com a declaração de Burr de que ele pode tornar qualquer uma das mulheres no bar heterossexual se quiser. Jack a convida para sair novamente e a deixa chocada quando diz a Laura que sabe que ela está apaixonada por Marcie. Jack admite que também é gay e ajuda Laura a lidar com a descoberta sobre si mesma. Ela também confidencia a ele que seu pai a odeia porque sua mãe e seu irmão se afogaram e seu pai não conseguiu salvá-los.
Depois de saírem algumas vezes, Jack apresenta Laura a uma amiga em comum, Beebo Brinker (nascida como Betty Jean), uma butch alta, arrogante e de cabelos escuros. Eles se encontram mais tarde no bar gay depois que Laura foge de Marcie, incapaz de conter sua atração. Depois de algumas bebidas, Laura fica com medo de voltar para casa, então Beebo a deixa dormir no sofá. De um desejo desesperado e solidão, Laura se recupera o suficiente para seduzir Beebo e eles começam um tórrido caso. Laura conta a Beebo sobre Marcie, e Beebo avisa Laura que Marcie sabe que Laura está apaixonada por ela e está brincando com ela. Laura se recusa a acreditar.
Laura tenta entrar em contato com seu pai quando ele viaja para a cidade para uma convenção de jornalistas, mas é repreendida. Marcie finalmente para de falar com Burr e Burr, frustrado, liga para Laura no trabalho e a acusa de estar apaixonada por Marcie e impedi-la de vê-lo. Laura começa a espionar seu pai e se desintegra sob a tensão de seu relacionamento com Marcie. Ela depende de Jack, que está em um novo relacionamento com um rapaz, mas que expressa suas dúvidas sinceras de que o relacionamento vá durar. Depois de ficar bêbada e humilhar Beebo em um bar, ela é deixada sozinha.
Exausta, Laura finalmente diz a Marcie que está apaixonada por ela. Marcie, profundamente comovida pela sinceridade e intensidade de Laura, admite que, afinal, era apenas um jogo para ela, mas tentará retribuir o amor de Laura. Desolada e envergonhada, Laura sai do apartamento para confrontar o pai no hotel. Eles têm uma briga violenta e Laura bate na cabeça dele com um cinzeiro e foge.
Depois de vagar pela noite na chuva, Laura aparece na casa de Jack com medo de ter matado seu pai. Jack e seu novo namorado cuidam dela. Laura aparece para se desculpar com Beebo e diz que a ama. Em um final completamente diferente de qualquer obra anterior de ficção lésbica, elas caminham juntas de braços dados até o apartamento de Beebo.

## Recepção
Embora os romances pulp não fossem resenhados por revistas literárias sérias, The Ladder, em 1959, deu a eles uma crítica muito favorável, alegando: "o livro é muito realista, a escrita é excelente para um livro de bolso e o final é tão feliz que coloca o livro quase em uma classe própria. A autora é simpática, mas não poupa críticas. Ela definitivamente percebe as desvantagens, bem como as vantagens."
Em 1959, a ONE, Inc. analisou I Am A Woman, dando críticas mistas às descrições das cenas de sexo e à personalidade "inacreditável" de Marcie, mas ficou especialmente impressionada com Jack e Terry, o final feliz e o fato de o livro ter sido escrito para homossexuais, em oposição ao entretenimento para heterossexuais, o que era muito mais comum. A resenha dizia: "É realmente animador ler um final feliz nesta era de finais suicidas; e este é um final completamente feliz... e funciona de forma bastante lógica. I Am A Woman é um livro que basicamente todos os leitores homossexuais, tanto homens quanto mulheres, irão gostar de ler."
Uma retrospectiva de 1969 de ficção lésbica de bolso chamou I Am A Woman de um "blockbuster" que elogia o personagem de Beebo Brinker, "que realiza uma cena de sedução em um bar que é certamente um clássico".
O capítulo 8 de I Am A Woman foi incluído em uma compilação de trechos do que a autora e editora Katherine V. Forrest considerou os melhores exemplos de livros de ficção popular lésbica, apropriadamente chamados de Lesbian Pulp Fiction em 2005.
Em 1983, Joy Parks, autora do artigo "Pulps of Passion", leu uma série de romances de ficção popular de Ann Bannon e escreveu uma resenha deles para a edição de julho/agosto da Body Politic. Nesta crítica, ela afirmou que I Am A Woman, junto com outros romances de Bannon, "provou que, embora o amor entre mulheres fosse difícil, era uma possibilidade". Ela também saudou o trabalho de Bannon como "clássico lésbico".